# جی سون می
جی سون می (انگلیسی: Ji Sun-mi؛ زادهٔ ۹ آوریل ۱۹۹۱) بازیکن فوتبال است.
وی همچنین در تیم ملی فوتبال زنان کره جنوبی بازی کرده‌است.